# Dřínov (Kroměříži járás)
Dřínov település Csehországban, Kroměříži járásban. Dřínov Srbce, Vitčice, Počenice-Tetětice, Věžky, Zborovice, Uhřice és Pavlovice u Kojetína településekkel határos. Lakosainak száma 425 fő (2024. január 1.).

## Népesség
A település lakosságának változását az alábbi diagram mutatja:
| Lakosok száma | 460  | 509  | 520  | 495  | 496  | 438  | 447  | 435  | 432  | 425  |
|               | 1869 | 1890 | 1921 | 1950 | 1980 | 2001 | 2017 | 2019 | 2022 | 2024 |